# Luci Valeri Flac (sacerdot)
Luci Valeri Flac (en llatí Lucius Valerius Flaccus) va ser un sacerdot de Mart (Flamen Martialis) del segle i aC. Formava part de la gens Valèria i duia el cognomen de Flac.
Es va destacar per certs acudits o "meravelles", mencionats per Ciceró i per Marc Terenci Varró. No pot ser identificat amb cap altre personatge del mateix nom.